# Altlichtenwarth
Altlichtenwarth är en ort och kommun i Österrike. Den ligger i distriktet Mistelbach i förbundslandet Niederösterreich, 60 kilometer nordost om huvudstaden Wien. 